# Lisa Ryzih
Elizaveta "Lisa" Ryzih (Omsk, 27 de setembro de 1988) é uma atleta alemã especialista no salto com vara.

## Carreira

### Rio 2016
Lisa Ryzih representou seu país na Rio 2016, após se qualificar para as finais. Ficou em décimo lugar com 4.50m.